# مونس و مونس

## خلاصه داستان
در بیست سال گذشته، رومان رئیس دو خانه متفاوت در دو محله مختلف بوده، از دو همسرش مراقبت کرده و از هر دو ازدواجش فرزندانی دارد. آماندا و نولیا زنان کاملاً متفاوتی هستند اما هر یک ویژگی‌هایی دارند که رومان را خشنود و راضی می‌کند. او عاشق هر دوی آنهاست و به آن‌ها احترام می‌گذارد، اما به آن‌ها دروغ می‌گوید تا هیچ‌کدام از وجود دیگری مطلع نشوند. آن‌ها می‌دانند که همسر و پدرشان باید بیست و چهار ساعت طول هفته را با رئیسش که مرتب با حوادث غیرمنتظره دست و پنجه نرم می‌کند، سپری کند. هر دو خانواده، خانواده‌های پر دردسری هستند و او مجبور است برای حل مسائل و مشکلاتی که هم‌زمان در دو خانه اتفاق می‌افتد، خودش را نصف کند. زندگی پرتلاطم، دوندگی و دروغ‌های پی در پی برای آرام نگه داشتن هر دو زندگی، ویژگی سراسر داستان است. او خود را در میان دو دنیای مختلف گیر افتاده چون به جای انتخاب یکی از دو همسرش، تصمیم می‌گیرد هر دو را نگه دارد. داستان زمانی به اوج می‌رسد که دزدانی سعی دارند رئیس رومان را بربایند و رومان در اقدامی شجاعانه برای نجات جان رئیسش از چنگال جنایتکاران، حسابی زخمی می‌شود و چند روز در کما به سرمی برد. هر دو همسر در پی این جریان از راز همسرشان مطلع می‌شوند و داستان پیچ و خم‌های غیرمنتظره پیچیده‌ای پیدا می‌کند.

## شخصیت‌ها
- رومان مونس اوریب (شخصیت اصلی داستان)

رومان محافظی سخت کوش و متعهد و انسانی نیکو است که تاکنون نتوانسته از میان دو همسرش یکی را انتخاب کند. در حال حاضر دو زن دارد که هیچ‌یک از وجود دیگری مطلع نیستند. اگر نتواند مانع روبرو شدن این دو همسر با یکدیگر شود، حتماً اوضاع وخیم خواهد شد.
- آماندا سسیلیا باررا گیرالدو (همسر)

او دوست دوران نوجوانی رومان بوده که حالا ۴۰ ساله‌است. زندگی ساده بدون زرق و برق و تظاهر را می‌پسندد. مهم‌ترین خواسته او رفاه فرزندانش و توافق آن‌ها در مسائل مالی است. رومان مرکز زندگی اوست.
- گلندا دل سوکورو مونس باررا (دختر خانواده)

ظاهری مرتب و منظم، درست از آن دسته دخترانی که هر مادری به وجودشان افتخار می‌کند. دوست داشتنی است، رفتار خوبی دارد و عزیز دردانه خانواده مونس باررا است. ۱۷ ساله‌است و در سال آخر دبیرستان درس می‌خواند. دانش آموزی که مایه افتخار است. او با کالکسیتو، همکار رومان، رابطه دارد.
- بنجامین دی یسوس مونس باررا (پسر خانواده)

۱۸ ساله‌است. مانند گلندا خواهرش دانش آموز سال آخر است، اما برخلاف خواهرش شاگردی تنبل و بی‌خیال است. بنجامین باهوش، شاد و بازیگوش است و همیشه مایه درسر والدینش است به خصوص زمانی که عاشق ماریوریس،
همسایه اشان می‌شود
- لوز استلا باررا ژرالدو (خواهر زن)

او مجبور شد بعد از مرگ والدینش به خانه مونس نقل مکان کند. به همراه آماندا خیاطی می‌کند، قضاوت‌های اخلاقیش سؤال‌برانگیز است، بلندپرواز، زودرنج و سوء استفاده چی است و در زندگی دیگران دخالت می‌کند. او با پاچئو، رئیس رومان رابطه خواهد داشت که این رابطه تغییر شدیدی درزندگیش به وجود خواهد آورد.
- نولیا دل کارمن کونترراس رنژیفو (شریک رومان)

زمانی که فارغ‌التحصیل شد به امید پیدا کردن یک شغل به پایتخت رفت و در آنجا شروع به درس خواندن نمود. زمانی که در جستجوی کار بود با رومان آشنا و به خانه او اسباب کشی می‌کند و با تمام رویاهایش برای حرفه‌ای شدن خداحافظی می‌کند. او حساس، مهربان، و بسیار وابسته به رومان است.
- آرتورو کاستلانوس (رئیس)

مردی ثروتمند، قدرتمند و باهوش است که دست به هر کاری می‌زند در آن موفق می‌شود. او همسر ویکتوریا پامبو دی کاستلانوس است، یک زن که آرتور از صمیم قلب عاشقش است، اما از آنجایی که نسبت به زنان دیگر ضعف دارد، نمی‌تواند به ویکتوریا وفادار بماند. رومان و بقیه محافظینش روی کارهایش سرپوش می‌گذارند اما یک روز همه چیز آشکار می‌شود.
- دونا ویکتوریا پامبو دی کاستلانوس (همسر رئیس)

زنی که دارای تحصیلات عالی است. او فقط لباس‌هایی را می‌پوشد که کار طراحان درجه یک میلان، پاریس و رم است. صاحب یک گالری هنری است، اهل خیریه‌است و در کارهای فرهنگی خانواده ه‌ای طراز اول شرکت می‌کند. او بسیار بخشنده و خیرخواه است، یک پسر ۲۰ ساله دارد (به نام ژوان فیلیپ) که در نیویورک مشغول تحصیل است.
- کارولینا فاسیولینسه (معشوقه رئیس)

سابقاً مانکن بوده‌است و حالا نیز در سن ۲۸ سالگی خیلی باشکوه و خوش آب و رنگ به نظر می‌رسد و احساس می‌کند مورد توجه همه‌است. اما متأسفانه عمیقاً عاشق یک تاجر مشهور می‌شود که نمی‌تواند قبول کند فقط معشوقه او باشد و برای اینکه تاجر را از دست ندهد سعی می‌کند او را از ویکتوریا جدا کند.
- الیاس پاچئو (رئیس رومان)

پاچئو رئیس محافظین خانواده کاستلانوس است. او احساس می‌کند یک کارآگاه ماهر است و عاشق هیجان و حادثه‌است. به نظر او همه مظنون هستند ودوست دارد که از آن‌ها کارت شناسایی بخواهد. مجرد است و با مادرش زندگی می‌کند. شدیداً عاشق لوز استلا، خواهر زن رومان می‌شود
- کالکسیتو مونرا (همکار رومان و دوست صمیمیش)

او جوانترین عضو تیم حفاظتی آرتورو کاستلانوس است. بزرگترین رویایش این است که در دانشگاه جرم‌شناسی بخواند، اما با مرگ پدرش او مجبور می‌شود خرج خانواده اش را بدهد. او ساده لوح و درستکار است و تنها دوست واقعیش رومان است. اما اولویت‌های او به محض آشنایی با گلندا، یکی از دختران رومان، تغییر می‌کند.

## پخش
این سریال با دوبله فارسی در سال ۱۳۸۸ از شبکه فارسی۱ پخش شده‌است. همچنین این سریال در کشورهایی همچون مکزیک، کلمبیا و آمریکا به نمایش درآمده بود.